# Kopt pápák listája
Az alábbi lista a kopt ortodox egyház legfőbb méltóságának viselőit, az alexandriai kopt pápákat tartalmazza. Az első alexandriai püspök a hagyomány szerint Szent Márk evangélista volt az 1. században. Azóta megszakítatlan láncban folytatódik a kopt pápák sora egészen a jelenlegi (118.) II. Teodorig. Megjegyzendő, hogy az 5.–6. századtól – a hitviták eredményeként – a kopt pápák mellett alexandriai görög (ortodox) pátriárkát is választottak. Ez a méltóság is ugyancsak létezik napjainkban.
A nevek görögös  – illetve, ha van ilyen, magyaros – alakban szerepelnek.

## 43–500
| N                     | Kopt pápa                            | Kopt név     | Hivatali idő                     | Megjegyzés                                                                               |
| --------------------- | ------------------------------------ | ------------ | -------------------------------- | ---------------------------------------------------------------------------------------- |
| 1.                    | SZENT I. Márk (Markosz)              | Markosz      | 43 – 63, †68. április 26.        | Más néven Márk evangélista.                                                              |
| 2.                    | SZENT Anianosz                       | Inianosz     | püspök: 63 – †83. november 29.   |                                                                                          |
| 3.                    | SZENT Aviliosz                       | Melüosz      | püspök: 83 – †95. szeptember 11. |                                                                                          |
| 4.                    | SZENT Kedrón                         | Kedronusz    | püspök: 95 – †106. június 15.    |                                                                                          |
| 5.                    | Primosz                              | Abriamusz    | püspök: 106 – †118. augusztus 9. |                                                                                          |
| 6.                    | SZENT Jusztusz                       | Jusztusz     | püspök: 118 – †129. június 19.   |                                                                                          |
| 7.                    | SZENT Eumeniosz                      | Omeniusz     | püspök: 129 – †141. október 19.  |                                                                                          |
| 8.                    | SZENT Markinánosz                    | Markianusz   | püspök: 141 – †152. január 14.   |                                                                                          |
| 9.                    | SZENT Keládión                       | Kladianusz   | püspök: 152 – †166. július 16.   |                                                                                          |
| Interregnum 166 – 167 |                                      |              |                                  |                                                                                          |
| 10.                   | SZENT Agrippinosz                    | Aghreppinusz | püspök: 167 – †178. február 12.  |                                                                                          |
| 11.                   | SZENT> Juliánosz                     | Julianusz    | püspök: 178 – †188. március 3.   |                                                                                          |
| Interregnum 188 – 189 |                                      |              |                                  |                                                                                          |
| 12.                   | SZENT I. Demeter (Démétriosz)        | Demetriusz   | püspök: 189 – †232. október 22.  |                                                                                          |
| 13.                   | Héraklász                            | Jaroklasz    | püspök: 232 – †246. december 17. |                                                                                          |
| Interregnum 246 – 248 |                                      |              |                                  |                                                                                          |
| 14.                   | Dénes (Dionüsziosz)                  | Dionüsziusz  | püspök: 248 – †264. március 8.   | Más néven Alexandriai Szent Dénes.                                                       |
| Interregnum 264 – 265 |                                      |              |                                  |                                                                                          |
| 15.                   | Maximosz                             | Maximusz     | püspök: 265 – †282. április 9.   |                                                                                          |
| 16.                   | SZENT Theonász                       | Theonasz     | püspök: 282 – †300. január 10.   |                                                                                          |
| 17.                   | SZENT I. Péter (Petrosz)             | Petrosz      | püspök: 300 – †310. december 8.  |                                                                                          |
| 18.                   | Akhillász                            | Arkhelausz   | püspök: 310 – †311 júniusa       |                                                                                          |
| 19.                   | SZENT I. Sándor (Alexandrosz)        | Alexandrosz  | püspök: 311 – †328. április 17.  | Más néven Alexandriai Szent Sándor.                                                      |
| 20.                   | SZENT I. Atanáz (Athanasziosz, *298) | Athanasziusz | püspök: 328 – †373. május 2.     | Más néven Alexandriai vagy Nagy Szent Atanáz egyházatya.                                 |
| 21.                   | SZENT II. Péter (Petrosz)            | Petrosz      | püspök: 373 – †378. február 27.  |                                                                                          |
| 22.                   | SZENT I. Timóteus (Timótheosz)       | Timotheosz   | püspök: 378 – †384. július 20.   |                                                                                          |
| 23.                   | SZENT I. Teofil (Theophilosz)        | Theophilosz  | püspök: 384 – †412. október 28.  |                                                                                          |
| 24.                   | SZENT I. Cirill (Kürillosz, *376)    | Kürillosz    | püspök: 412 – †444. június 27.   | Más néven Alexandriai Szent Cirill egyházatya.                                           |
| 25.                   | SZENT I. Dioszkorosz                 | Dioszkorusz  | pápa: 444 – †454. szeptember 17. | Ő alatta szakadt el az alexandriai ortodox patriarchátus. Dioszkorosz az első kopt pápa. |
| Interregnum 454 – 457 |                                      |              |                                  |                                                                                          |
| 26.                   | SZENT II. Timóteus (Timótheosz)      | Timotheosz   | pápa: 457 – †477. július 31.     |                                                                                          |
| 27.                   | SZENT III. Péter (Petrosz)           | Petrosz      | pápa: 477 – †489. november 11.   |                                                                                          |
| 28.                   | II. Atanáz (Athanasziosz)            | Athanasziusz | pápa: 489 – †496. szeptember 30. |                                                                                          |
| 29.                   | I. János (Jóannész)                  | Joannisz     | pápa: 496 – †505. április 29.    |                                                                                          |

## 500–1000
A 451-es egyházszakadás utáni alexandriai görög pátriárkákat lásd:
| N                     | Kopt pápa                        | Kopt név      | Hivatali idő                   | Megjegyzés |
| --------------------- | -------------------------------- | ------------- | ------------------------------ | ---------- |
| 30.                   | II. János (Jóannész)             | Joannisz      | pápa: 505 – †516. május 22.    |            |
| 31.                   | SZENT II. Dioszkorosz            | Dioszkorusz   | pápa: 516 – †518. október 27.  |            |
| 32.                   | SZENT III. Timóteus (Timótheosz) | Timotheosz    | pápa: 518 – †536. február 20.  |            |
| 33.                   | SZENT I. Teodóz (Theodóziosz)    | Theodosziusz  | pápa: 536 – †567. június 22.   |            |
| 34.                   | SZENT IV. Péter (Petrosz)        | Petrosz       | pápa: 567 – †576. június 18.   |            |
| 35.                   | SZENT Damján (Damiánosz)         | Damianosz     | pápa: 576 – †605. június 25.   |            |
| 36.                   | SZENT Anasztáz (Anasztáziosz)    | Anasztasziusz | pápa: 605 – †616. december 18. |            |
| 37.                   | SZENT András (Andronikosz)       | Andronikusz   | pápa: 616 – †623. január 16.   |            |
| 38.                   | SZENT I. Benjámin                | Benjamin      | pápa: 623 – †662. január 16.   |            |
| 39.                   | SZENT Agathon                    | Agathon       | pápa: 662 – †680. október 26.  |            |
| 40.                   | III. János (Jóannész)            | Joannisz      | pápa: 680 – †689. november 27. |            |
| 41.                   | Izsák (Iszaakiosz)               | Isaaq         | pápa: 690 – †692. november 18. |            |
| 42.                   | SZENT I. Simeon (Szümeón)        | Siman         | pápa: 692 – †699               |            |
| Interregnum 699 – 704 |                                  |               |                                |            |
| 43.                   | SZENT II. Sándor (Alexandrosz)   | Alexandrosz   | pápa: 704 – †729. február 14.  |            |
| 44.                   | I. Kozmász                       | Koszmosz      | pápa: 729 – †730. május 28.    |            |
| 45.                   | SZENT I. Teodor (Theodórosz)     | Theodorusz    | pápa: 730 – †742. február 14.  |            |
| 46.                   | SZENT I. Mihály (Mikhaél)        | Mikhail       | pápa: 743 – †767. március 12.  |            |
| 47.                   | I. Menasz                        | Menasz        | pápa: 767 – †776. január 26.   |            |
| 48.                   | SZENT IV. János (Jóannész)       | Joannisz      | pápa: 777 – †799. január 24.   |            |
| 49.                   | SZENT II. Márk (Márkosz)         | Markosz       | pápa: 799 – †819. április 17.  |            |
| 50.                   | SZENT Jakab                      | Jakovosz      | pápa: 819 – †830. február 21.  |            |
| 51.                   | SZENT II. Simeon (Szümeón)       | Siman         | pápa: 830 – †830. október 19.  |            |
| 52.                   | SZENT I. József                  | Jouszab       | pápa: 831 – †849. november 2.  |            |
| 53.                   | SZENT II. Mihály (Mikhaél)       | Mikhail       | pápa: 849 – †851. április 17.  |            |
| 54.                   | SZENT II. Kozmász                | Koszmosz      | pápa: 851 – †858. november 30. |            |
| 55.                   | I. Senute                        | Senute        | pápa: 859 – †880. április 19.  |            |
| 56.                   | SZENT III. Mihály (Mikhaél)      | Mikhail       | pápa: 880 – †907. március 16.  |            |
| Interregnum 907 – 910 |                                  |               |                                |            |
| 57.                   | SZENT I. Gábor (Gabriél)         | Ghabri        | pápa: 910 – †920. február 28.  |            |
| 58.                   | SZENT III. Kozmász               | Koszmosz      | pápa: 920 – †932. február 27.  |            |
| 59.                   | I. Makariosz                     | Makari        | pápa: 932 – †952. március 20.  |            |
| 60.                   | II. Teofil (Theophilosz)         | Theophanesz   | pápa: 952 – †956. december 6.  |            |
| 61.                   | II. Menasz                       | Menasz        | pápa: 956 – †974. november 13. |            |
| 62.                   | SZENT Ábrahám                    | Avraam        | pápa: 975 – †978. december 3.  |            |
| 63.                   | Philotheosz                      | Philotheosz   | pápa: 979 – †1003. november 8. |            |

## 1000–1500
| N                       | Kopt pápa                    | Kopt név         | Hivatali idő                                       | Megjegyzés        |
| ----------------------- | ---------------------------- | ---------------- | -------------------------------------------------- | ----------------- |
| 64.                     | SZENT Zakariás               | Zakhariasz       | pápa: 1004 – †1032. november 22.                   |                   |
| 65.                     | II. Senute                   | Senute           | pápa: 1032 – †1046. október 29.                    |                   |
| 66.                     | Khrisztodulosz               | Ekhrisztodoulosz | pápa: 1047 – †1077. december 10.                   |                   |
| 67.                     | SZENT II. Cirill (Kürillosz) | Kürillosz        | pápa: 1078. március 18. – †1092. június 6.         |                   |
| 68.                     | IV. Mihály (Mihaél)          | Mikhail          | pápa: 1092. október 9. – †1102. május 25.          |                   |
| 69.                     | SZENT II. Makariosz          | Makari           | pápa: 1102 – †1128. szeptember 14.                 |                   |
| Interregnum 1128 – 1131 |                              |                  |                                                    |                   |
| 70.                     | II. Gábor (Gabriél)          | Ghabri           | pápa: 1131. február 3. – †1145. április 5.         |                   |
| 71.                     | V. Mihály (Mikhaél)          | Mikhail          | pápa: 1145. július 29. – †1146. március 29.        |                   |
| Interregnum 1146 – 1147 |                              |                  |                                                    |                   |
| 72.                     | V. János (Jóannész)          | Joannisz         | pápa: 1147. augusztus 25. – †1166. április 29.     |                   |
| 73.                     | III. Márk (Markosz)          | Markosz          | pápa: 1166 – †1189. január 1.                      |                   |
| 74.                     | VI. János (Jóannész)         | Joannisz         | pápa: 1189 – †1216                                 |                   |
| Interregnum 1216 – 1235 |                              |                  |                                                    |                   |
| 75.                     | III. Cirill (Kürillosz)      | Kürillosz        | pápa: 1235. július 30. – †1243. március 23.        |                   |
| Interregnum 1243 – 1250 |                              |                  |                                                    |                   |
| 76.                     | III. Atanáz (Athanasziosz)   | Athanasziusz     | pápa: 1250. október 9. – †1261. november 27.       |                   |
| 77.                     | VII. János (Jóannész)        | Joannisz         | pápa: 1262. január 14. – 1268, ld. alább           |                   |
| 78.                     | III. Gábor (Gabriél)         | Ghabri           | pápa: 1268. október 21. – †1271. január 1.         |                   |
| 77.                     | VII. János (2x)              | Joannisz         | pápa: 1271. január 2. – †1293. április 21.         | Második pápasága. |
| 79.                     | II. Teodóz (Theodóziosz)     | Theodosziusz     | pápa: 1293. április 21. – †1300. január 1.?        |                   |
| 80.                     | VIII. János (Jóannész)       | Joannisz         | pápa: 1300. február 14. – †1320. május 29.         |                   |
| 81.                     | IX. János (Jóannész)         | Ghabri           | pápa: 1320. szeptember 28. – †1327. március 29.    |                   |
| 82.                     | II. Benjámin                 | Benjamin         | pápa: 1327. szeptember 10. – †1339. január 6.      |                   |
| 83.                     | V. Péter (Petrosz)           | Petrosz          | pápa: 1340. január 2. – †1348. július 6.           |                   |
| 84.                     | IV. Márk (Markosz)           | Markosz          | pápa: 1348. szeptember 5. – †1363. január 31.      |                   |
| 85.                     | X. János (Jóannész)          | Joannisz         | pápa: 1363. május 7. – †1369. július 13.           |                   |
| 86.                     | IV. Gábor (Gabriél)          | Ghabri           | pápa: 1370. január 6. – †1378. április 28.         |                   |
| 87.                     | SZENT I. Mátyás (Mattheosz)  | Mattheosz        | pápa: 1378. július 25. – †1408. december 31.       |                   |
| 88.                     | V. Gábor (Gabriél)           | Ghabri           | pápa: 1409. július 25. – †1427. január 3.          |                   |
| 89.                     | XI. János (Jóannész)         | Joannisz         | pápa: 1427. május 11. – †1452. május 4.            |                   |
| 90.                     | II. Mátyás (Mattheosz)       | Mattheosz        | pápa: 1452. szeptember 10. – †1465. szeptember 10. |                   |
| 91.                     | VI. Gábor (Gabriél)          | Ghabri           | pápa: 1466. február 9. – †1477. december 15.       |                   |
| 92.                     | VI. Mihály (Mikhaél)         | Mikhail          | pápa: 1477. február 7. – †1478. február 10.        |                   |
| Interregnum 1478 – 1480 |                              |                  |                                                    |                   |
| 93.                     | XII. János (Jóannész)        | Joannisz         | pápa: 1480 – †1483                                 |                   |
| 94.                     | XIII. János (Jóannész)       | Joannisz         | pápa: 1484. február 10. – †1524. február 5.        |                   |

## 1500–2000
| N                       | Kopt pápa                                         | Kopt név   | Hivatali idő                                      | Megjegyzés                               |
| ----------------------- | ------------------------------------------------- | ---------- | ------------------------------------------------- | ---------------------------------------- |
| 95.                     | SZENT VII. Gábor (Gabriél)                        | Ghabri     | pápa: 1525. október 1. – †1568. október 26.       |                                          |
| Interregnum 1568 – 1571 |                                                   |            |                                                   |                                          |
| 96.                     | SZENT XIV. János (Jóannész)                       | Joannisz   | pápa: 1571. április 17. – †1586. szeptember 6.    |                                          |
| 97.                     | VIII. Gábor (Gabriél)                             | Ghabri     | pápa: 1587. június 20. – †1603. május 14.         |                                          |
| 98.                     | V. Márk (Markosz)                                 | Markosz    | pápa: 1603. június 30. – †1619. szeptember 9.     |                                          |
| 99.                     | XV. János (Jóannész)                              | Joannisz   | pápa: 1619. szeptember 18. – †1629. szeptember 7. |                                          |
| Interregnum 1629 – 1631 |                                                   |            |                                                   |                                          |
| 100.                    | III. Mátyás (Mattheosz)                           | Mattheosz  | pápa: 1631. szeptember 7. – †1646. március 1.     |                                          |
| 101.                    | VI. Márk (Markosz)                                | Markosz    | pápa: 1646. április 20. – †1656. április 20.      |                                          |
| Interregnum 1656 – 1660 |                                                   |            |                                                   |                                          |
| 102.                    | IV. Mátyás (Mattheosz)                            | Mattheosz  | pápa: 1660. december 6. – †1675. augusztus 15.    |                                          |
| 103.                    | XVI. János (Jóannész)                             | Joannisz   | pápa: 1676. május 5. – †1718. június 15.          |                                          |
| 104.                    | VI. Péter (Petrosz)                               | Petrosz    | pápa: 1718. augusztus 21. – †1726. április 2.     |                                          |
| 105.                    | XVII. János (Jóannész)                            | Joannisz   | pápa: 1727. január 12. – †1745. április 20.       |                                          |
| 106.                    | VII. Márk (Markosz)                               | Markosz    | pápa: 1745. május 30. – †1769. május 10.          |                                          |
| 107.                    | XVIII. János (Jóannész)                           | Joannisz   | pápa: 1769. október 23. – †1796. június 7.        |                                          |
| 108.                    | VIII. Márk (Markosz)                              | Markosz    | pápa: 1796 – †1809. december 21.                  |                                          |
| 109.                    | VII. Péter (Petrosz)                              | Petrosz    | pápa: 1809. december 24. – †1852. április 15.     |                                          |
| Interregnum 1852 – 1854 |                                                   |            |                                                   |                                          |
| 110.                    | IV. Cirill (Kürillosz, *1816)                     | Kürillosz  | pápa: 1854. június 5. – †1861. január 31.         |                                          |
| 111.                    | II. Demeter (Démétriosz)                          | Demitriusz | pápa: 1861. június 15. – †1870. január 18.        |                                          |
| Interregnum 1870 – 1874 |                                                   |            |                                                   |                                          |
| 112.                    | SZENT V. Cirill (Kürillosz, *1824/1831)           | Kürillosz  | pápa: 1874. november 1. – †1927. augusztus 7.     | A leghosszabb ideig kormányzó kopt pápa. |
| 113.                    | XIX. János (Jóannész, *1858)                      | Joannisz   | pápa: 1928. december 28. – †1942. június 21.      |                                          |
| Interregnum 1942 – 1944 |                                                   |            |                                                   |                                          |
| 114.                    | SZENT III. Makariosz (*1872. február 18.)         | Makari     | pápa: 1944. február 19. – †1945. augusztus 31.    |                                          |
| 115.                    | II. József (*1876)                                | Jouszab    | pápa: 1946 – †1956. november 14.                  |                                          |
| Interregnum 1956 – 1959 |                                                   |            |                                                   |                                          |
| 116.                    | SZENT VI. Cirill (Kürillosz, *1902. augusztus 8.) | Kürillosz  | pápa: 1959. május 10. – †1971. március 9.         |                                          |
| 117.                    | III. Senuda (*1923. augusztus 3.)                 | Senute     | pápa: 1971. november 14. – †2012. március 17.     |                                          |

## 2000– napjaink
| N    | Kopt pápa                                   | Kopt név  | Hivatali idő                        | Megjegyzés |
| ---- | ------------------------------------------- | --------- | ----------------------------------- | ---------- |
| 118. | II. Teodor (Theodórosz, *1952. november 4.) | Tavadrosz | pápa: 2012. november 18. – napjaink |            |

## Fordítás
- Ez a szócikk részben vagy egészben  a   List of Coptic Orthodox Popes of Alexandria című angol Wikipédia-szócikk fordításán alapul.  Az eredeti cikk szerkesztőit annak laptörténete sorolja fel. Ez a jelzés csupán a megfogalmazás eredetét és a szerzői jogokat jelzi, nem szolgál a cikkben szereplő információk forrásmegjelöléseként.
- Ez a szócikk részben vagy egészben  a(z)   ملحق:قائمة_بطاركة_الإسكندرية című arab Wikipédia-szócikk fordításán alapul.  Az eredeti cikk szerkesztőit annak laptörténete sorolja fel. Ez a jelzés csupán a megfogalmazás eredetét és a szerzői jogokat jelzi, nem szolgál a cikkben szereplő információk forrásmegjelöléseként.